# Mehl-Mülhens-Rennen

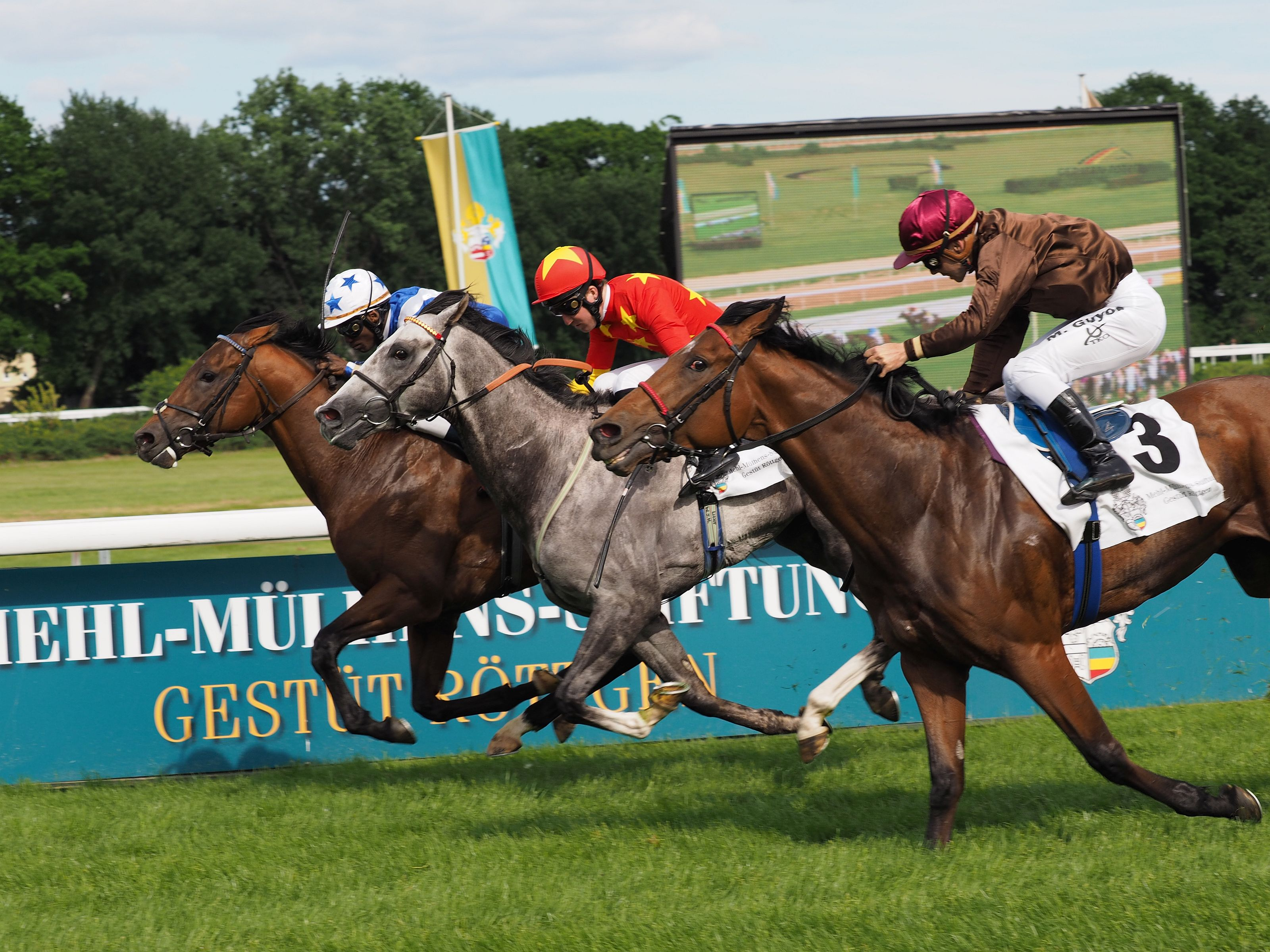
Arrivo della Mehl-Mülhens-Rennen mel 2017.

La Mehl-Mülhens-Rennen è una corsa di gruppo 2 piana in Germania per purosangue di tre anni o meno. La gara si disputa a Colonia su una distanza di 1600 m ogni anno nel mese di maggio.
In pratica, si tratta dell'equivalente tedesco della 2000 Guineas Stakes britannica.

## Storia
L'evento è stato istituito nel 1871, e originariamente si svolgeva a Hoppegarten col nome di Henckel-Rennen, appellativo che viene dalla famiglia Henckel von Donnersmarck. Inizialmente era disputata su oltre 2000 metri e nel 1904 venne accorciata a 1600 metri. Fu organizzata a Grunewald dal 1918 al 1922 e ritornò a Hoppegarten nel 1923.
La gara non venne disputata nel 1945 e 1946. in seguito venne corsa a Düsseldorf (1947), Colonia (1948) e Dortmund (1949). Venne trasferita a Gelsenkirchen nel 1950.
L'attuale sistema di classificazione delle gare è stato introdotto in Germania nel 1972 e l'Henckel-Rennen è stato inserito ne livello di Gruppo 2.
La gara è stata spostata a Colonia e nel 1986 ha preso il nome di Mehl-Mülhens-Rennen. Il nome è stato dato in memoria di Maria Mehl-Mülhens (morta nel 1985), da tempo proprietaria della Gestüt Röttgen, una scuderia di successo nei pressi di Colonia.

## Record
Fantino (6 vittorie)
Otto Schmidt – Lentulus (1922), Augias (1923), Favor (1925), Aurelius (1926), Effendi (1942), Neckar (1951)
Allenatore (10 vittorie)
George Arnull – Monfalcone (1924), Alba (1930), Widerhall (1932), Sturmvogel (1935), Walzerkönig (1936), Orgelton (1938), Wehr Dich (1939), Magnat (1941), Aubergine (1949), Asterios (1950)
Proprietario (18+ vittorie)
Gestüt Schlenderhan – Dorn (1892), Real Scotch (1904), Prunus (1918), Monfalcone (1924), Alba (1930), Widerhall (1932), Sturmvogel (1935), Walzerkönig (1936), Orgelton (1938), Wehr Dich (1939), Magnat (1941), Aubergine (1949), Asterios (1950), Allasch (1953), Lombard (1970), Swazi (1976), Aviso (2007), Irian (2009)

## Vincitori (dal 1968)
| Anno | Vincitore       | Fantino             | Allenatore            | Proprietario              | Tempo   |
| ---- | --------------- | ------------------- | --------------------- | ------------------------- | ------- |
| 1968 | Literat         | Oskar Langner       | Sven von Mitzlaff     | Gestüt Fährhof            | 1:46.60 |
| 1969 | Hitchcock       | Fritz Drechsler     | Heinz Jentzsch        | Karl-Heinz Münchow        | 1:44.90 |
| 1970 | Lombard         | Fritz Drechsler     | Heinz Jentzsch        | Gestüt Schlenderhan       | 1:42.30 |
| 1971 | Widschi         | Ron Hutchinson      | Theo Grieper          | Gestüt Röttgen            | 1:44.10 |
| 1972 | Caracol         | Oskar Langner       | Sven von Mitzlaff     | Gestüt Fährhof            | 1:36.70 |
| 1973 | Flotow          | A. J. Reid          | Arthur-Paul Schlaefke | Mrs W. Richter            | 1:36.50 |
| 1974 | Lord Udo        | Edward Hide         | Theo Grieper          | Gestüt Röttgen            | 1:37.50 |
| 1975 | Kronenkranich   | Harro Remmert       | Sven von Mitzlaff     | Stall Moritzberg          | 1:38.10 |
| 1976 | Swazi           | Joan Pall           | Heinz Jentzsch        | Gestüt Schlenderhan       | 1:38.50 |
| 1977 | Ziethen         | Dave Richardson     | Theo Grieper          | Stall Moritzberg          | 1:43.10 |
| 1978 | Limbo           | Georg Bocskai       | Oskar Langner         | Stall Ittlingen           | 1:40.80 |
| 1979 | Königsstuhl     | Peter Alafi         | Sven von Mitzlaff     | Gestüt Zoppenbroich       | 1:41.70 |
| 1980 | Wauthi          | Heinz-Peter Ludewig | Theo Grieper          | Gestüt Röttgen            | 1:37.70 |
| 1981 | Orofino         | Peter Alafi         | Sven von Mitzlaff     | Gestüt Zoppenbroich       | 1:41.10 |
| 1982 | Tombos          | Georg Bocskai       | Heinz Jentzsch        | Gestüt Fährhof            | 1:42.10 |
| 1983 | Nandino         | Bruce Raymond       | Heinz Hesse           | Gestüt Etzean             | 1:46.50 |
| 1984 | Soto Grande     | Peter Remmert       | Adolf Wöhler          | Stall Margarethe          | 1:40.60 |
| 1985 | Lirung          | Georg Bocskai       | Heinz Jentzsch        | Gestüt Fährhof            | 1:39.50 |
| 1986 | Philipo         | Dave Richardson     | Hartmut Steguweit     | Stall Surinam             | 1:36.30 |
| 1987 | Kondor          | José Orihuel        | Hein Bollow           | Ilse Ramm                 | 1:37.20 |
| 1988 | Alkalde         | Manfred Hofer       | Peter Lautner         | Gerda Poorten             | 1:35.80 |
| 1989 | Turfkönig       | Olaf Schick         | Uwe Ostmann           | Günter Merkel             | 1:36.18 |
| 1990 | Mandelbaum      | Alan Freeman        | Uwe Ostmann           | Stall Steigenberger       | 1:37.10 |
| 1991 | Flying Brave    | John Reid           | John Dunlop           | Aubrey Ison               | 1:37.88 |
| 1992 | Platini         | Mark Rimmer         | Bruno Schütz          | Stall Steigenberger       | 1:36.31 |
| 1993 | Kornado         | Andre Best          | Bruno Schütz          | Stall Granum              | 1:36.39 |
| 1994 | Royal Abjar     | Willie Ryan         | Andreas Wöhler        | Jaber Abdullah            | 1:33.17 |
| 1995 | Manzoni         | Torsten Mundry      | Andreas Wöhler        | Gestüt Hof Heidendom      | 1:33.71 |
| 1996 | Lavirco         | Torsten Mundry      | Peter Rau             | Gestüt Fährhof            | 1:39.85 |
| 1997 | Air Express     | Brett Doyle         | Clive Brittain        | Mohamed Obaida            | 1:36.75 |
| 1998 | Tiger Hill      | Billy Newnes        | Peter Schiergen       | Georg von Ullmann         | 1:33.85 |
| 1999 | Sumitas         | Andreas Suborics    | Peter Schiergen       | Georg von Ullmann         | 1:36.25 |
| 2000 | Pacino          | Paul Eddery         | Saeed bin Suroor      | Godolphin                 | 1:36.12 |
| 2001 | Royal Dragon    | Andrasch Starke     | Andreas Schütz        | Gestüt Park Wiedingen     | 1:34.89 |
| 2002 | Dupont          | Darryll Holland     | William Haggas        | Wentworth Racing Ltd      | 1:34.32 |
| 2003 | Martillo        | William Mongil      | Ralf Suerland         | Gestüt Höny-Hof           | 1:39.62 |
| 2004 | Brunel          | Darryll Holland     | William Haggas        | Highclere X               | 1:36.30 |
| 2005 | Santiago        | Andreas Boschert    | Uwe Ostmann           | Gestüt Hof Vesterberg     | 1:41.31 |
| 2006 | Royal Power     | Chris Catlin        | Mick Channon          | Jaber Abdullah            | 1:38.04 |
| 2007 | Aviso           | Terence Hellier     | Jens Hirschberger     | Gestüt Schlenderhan       | 1:36.68 |
| 2008 | Precious Boy    | Adrie de Vries      | Waldemar Hickst       | Gestüt Park Wiedingen     | 1:37.13 |
| 2009 | Irian           | Filip Minarik       | Jens Hirschberger     | Gestüt Schlenderhan       | 1:35.87 |
| 2010 | Frozen Power    | Frankie Dettori     | Mahmood Al Zarooni    | Godolphin                 | 1:36.69 |
| 2011 | Excelebration   | Adam Kirby          | Marco Botti           | Giuliano Manfredini       | 1:36.20 |
| 2012 | Caspar Netscher | Shane Kelly         | Alan McCabe           | Charles Wentworth         | 1:34.40 |
| 2013 | Peace at Last   | Fabrice Veron       | Henri-Alex Pantall    | Guy Heald                 | 1:36.08 |
| 2014 | Lucky Lion      | Ioritz Mendizabal   | Andreas Lowe          | Gestut Winterhauch        | 1:35.17 |
| 2015 | Karpino         | Oisin Murphy        | Andreas Wöhler        | Pearl Bloodstock Ltd      | 1:34.01 |
| 2016 | Knife Edge      | Ryan Moore          | Marco Botti           | Magnier / Tabor / Smith   | 1:34.33 |
| 2017 | Poetic Dream    | Eduardo Pedroza     | Andreas Wöhler        | Jaber Abdullah            | 1:34.83 |
| 2018 | Ancient Spirit  | Filip Minarik       | Jean-Pierre Carvalho  | Stall Ullmann             | 1:34.98 |
| 2019 | Fox Champion    | Oisin Murphy        | Richard Hannon jun.   | King Power Racing Co.Ltd. | 1:37.87 |
| 2020 | Fearles King    | Rene Piechulek      | Sarah Steinberg       | Stall Salzburg            | 1:34.85 |

## Vincitori (dal 1871 al 1967)
- 1871: Bauernfänger
- 1872: Seemann
- 1873: Zwietracht
- 1874: Herzog
- 1875: Waisenknabe
- 1876: Templer
- 1877: Zützen
- 1878: Lateran
- 1879: Goldfisch
- 1880: Tschungatai
- 1881: Blue Monkey
- 1882: Trachenberg
- 1883: Ghibelline
- 1884: Souvenir
- 1885: Andernach
- 1886: Potrimpos
- 1887: Tausendkünstler
- 1888: Padischah
- 1889: Anarch
- 1890: Nickel
- 1891: Peter
- 1892: Dorn
- 1893: Königswinter
- 1894: Herold
- 1895: Nixnutz
- 1896: Dahlmann
- 1897: Argwohn
- 1898: Altgold
- 1899: Missouri
- 1900: Griffin
- 1901: Regenwolke
- 1902: Frodi
- 1903: Bengali
- 1904: Real Scotch
- 1905: Inverno
- 1906: Fels
- 1907: Fabula
- 1908: Horizont
- 1909: Fervor
- 1910: Micado
- 1911: Moenus
- 1912: Flagge
- 1913: Csardas
- 1914: Terminus
- 1915: Antinous
- 1916: Taucher
- 1917: Landgraf
- 1918: Prunus
- 1919: Eckstein
- 1920: Pallenberg
- 1921: König Midas
- 1922: Lentulus
- 1923: Augias
- 1924: Monfalcone
- 1925: Favor
- 1926: Aurelius
- 1927: Torero
- 1928: Contessa Maddalena
- 1929: Wilfried
- 1930: Alba
- 1931: Sichel
- 1932: Widerhall
- 1933: Cassius
- 1934: Pelopidas
- 1935: Sturmvogel
- 1936: Walzerkönig
- 1937: Iniga Isolani
- 1938: Orgelton
- 1939: Wehr Dich
- 1940: Newa
- 1941: Magnat
- 1942: Effendi
- 1943: Granatwerfer
- 1944: Poet
- 1945–46: no race
- 1947: Nebelwerfer
- 1948: Ostermorgen
- 1949: Aubergine
- 1950: Asterios
- 1951: Neckar
- 1952: Mangon
- 1953: Allasch
- 1954: Atatürk
- 1955: König Ottokar
- 1956: Kilometer
- 1957: Orsini
- 1958: Pfalzteufel
- 1959: Waidmann
- 1960: Wiener Walzer
- 1961: Orlog
- 1962: Herero
- 1963: Mercurius
- 1964: Dschingis Khan
- 1965: Fioravanti
- 1966: Krawall
- 1967: Presto